# とちの木号

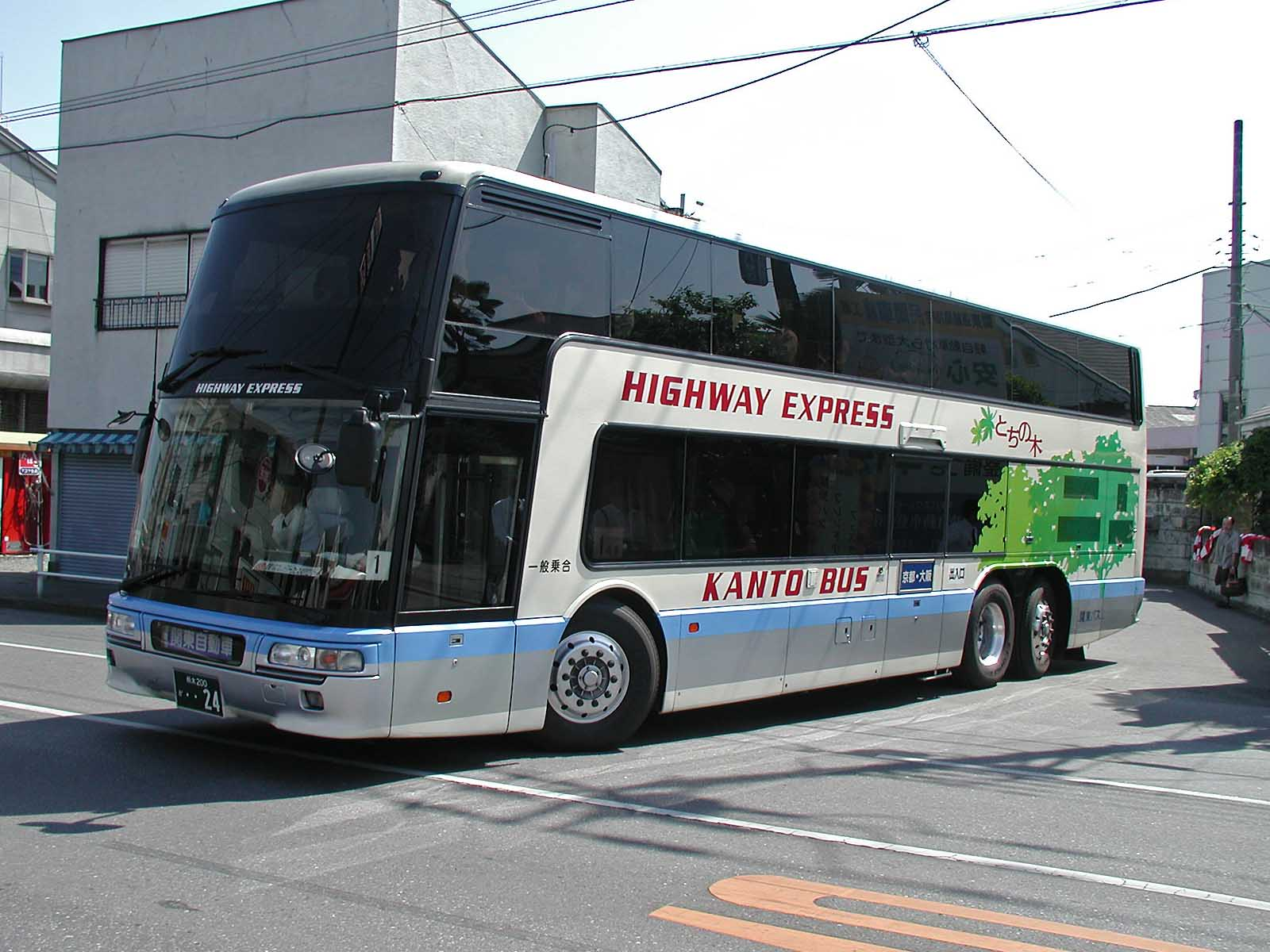
「とちの木号」（関東自動車）

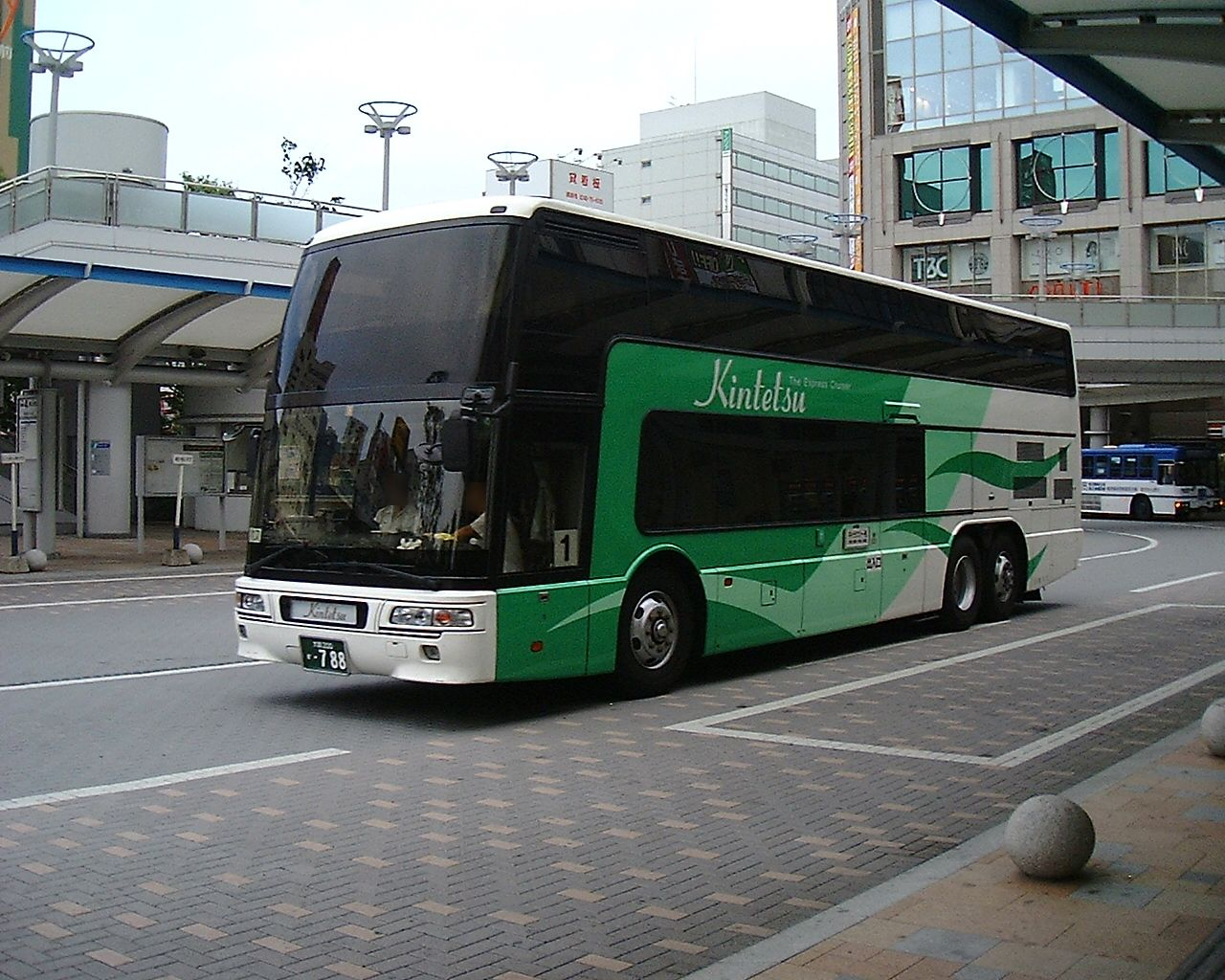
近鉄バスの車両（同型車両を用いる「ギャラクシー号」：参考）

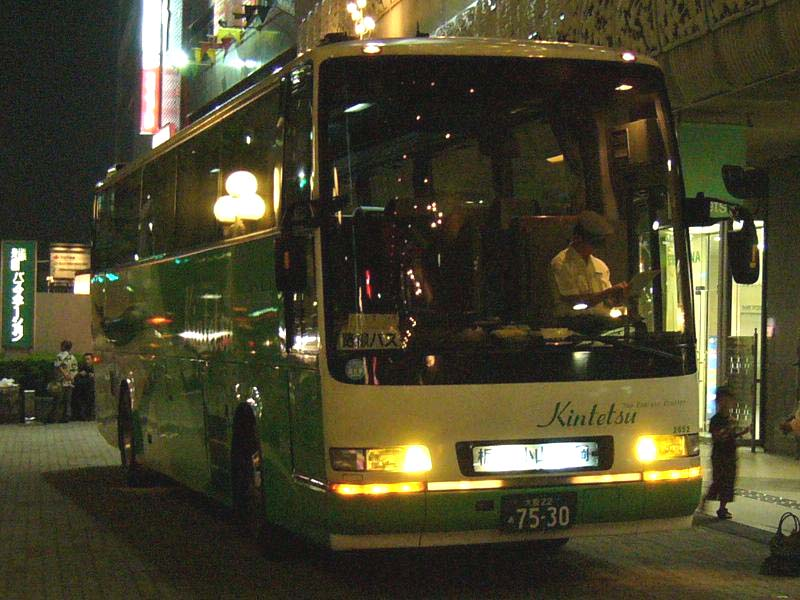
かつて運行されていた真岡線（近鉄バス）

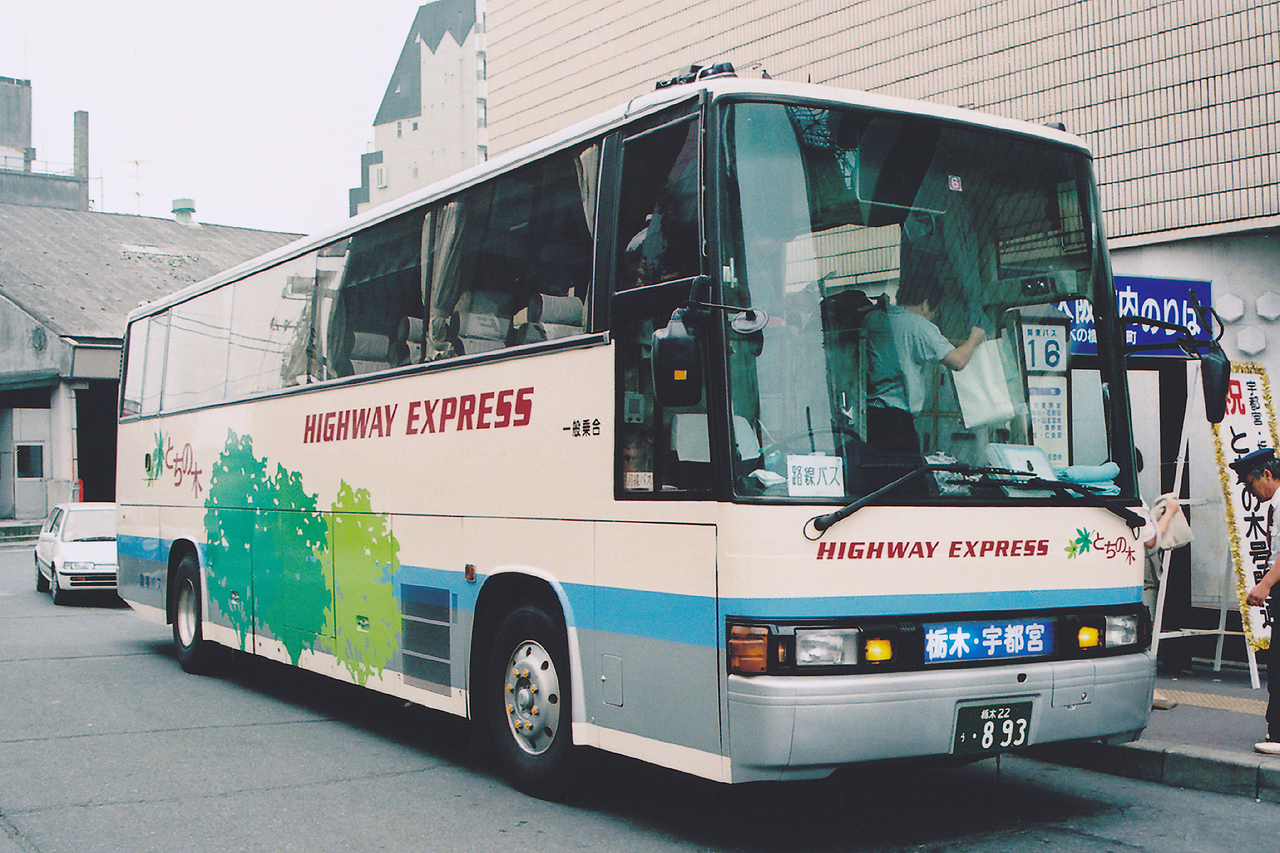
近鉄バスから移籍した関東自動車の「とちの木号」予備車両

とちの木号（とちのきごう）は、栃木県宇都宮市と大阪府大阪市を結ぶ、関東自動車と近鉄バスが運行する高速バスである。愛称の由来は栃木県の県木であるトチノキから命名されている。
関東自動車簗瀬営業所と近鉄バス稲田営業所が、毎日0.5往復ずつ相互に運行している。
1995年7月の開業以来運行されている宇都宮 - 大阪間に加え、2002年12月から2006年3月まで運行されていた真岡 - 大阪間双方を取り上げる関係で、本項では前者を「宇都宮線」、後者を「真岡線」とする。

## 概説
栃木県にはパナソニック（開業時は「松下電器」）、クボタやシャープ、関西ペイントなど関西圏発祥の企業が進出している関係で関西圏との交流は多く、また開業当時は隣県からの大阪方面行き高速バスである「よかっぺ関西号」（茨城県）や「シルクライナー」（群馬県）もなかったうえ、新幹線を使うには東京駅での乗り換えを要していた。1990年には既に近鉄バス（当時の近畿日本鉄道自動車局）が「フォレスト号」（大阪 - 仙台線）を、1992年には「ギャラクシー号」（大阪 - 福島線）を運行開始しており、東京都と福島県の間で空白となっている北関東発着の関西行き高速バス新設は時間の問題だった。一方で関東自動車も「マロニエ号」で高速バスの実績を積んだことで夜行高速バスに参入する機会をうかがっていて、双方の事情が一致したことで関東自動車の夜行高速バス第1号となった。

## 沿革
- 1995年（平成7年）7月 - 宇都宮線開業。初期の停留所はJR宇都宮駅・栃木駅 - あべの橋・上本町駅。
- 1996年（平成8年）
  - 3月 - 大阪シティエアターミナルに停車。
  - 4月 - 京都駅八条口に停車、東名高速道路 - 大阪間の経路を東名阪自動車道・名阪国道・西名阪自動車道・近畿自動車道経由から名神高速道路経由に変更。
- 1998年（平成10年） - 近鉄バスが2階建て車両の三菱ふそう・エアロキング導入。
- 1999年（平成11年） - 関東自動車も2階建て車両のエアロキングを導入。
- 2001年（平成13年）3月 - 大阪行きがユニバーサル・スタジオ・ジャパンに乗り入れる。大阪発は上本町始発のまま。
- 2002年（平成14年）10月22日 - 小山・下館・真岡線を新設、宇都宮線は栃木駅停車を真岡線に振り替えて鹿沼IC入口停留所を新設、マロニエ号同様宇都宮側の起終点を柳田車庫[注 1]まで延長[1]。
- 2005年（平成17年）12月 - 大阪側の停留所に大阪駅前（地下鉄東梅田駅）・名神茨木インター・名神高槻・名神大山崎を追加。大阪行きのユニバーサル・スタジオ・ジャパン乗り入れと大阪発の上本町駅経由を廃止。
- 2006年（平成18年）3月 - 小山・下館・真岡線を休止、宇都宮線が栃木駅停車。
- 2010年（平成22年）3月19日 - 同日出発便より久喜駅に停車。
- 2014年（平成26年）12月19日 - 同日出発便より大阪行きのユニバーサル・スタジオ・ジャパン乗り入れを再開[2]。
- 2017年（平成29年）7月1日 - 同日出発便より宇都宮行きの起点をユニバーサル・スタジオ・ジャパンとし、往復ともにあべの橋（天王寺駅）停留所を廃止[3][4]。
- 2018年（平成30年）1月 - 近鉄バスの2階建て車両のエアロキングが定期観光バスへ車両転用のため2018年1月末をもって運行終了。2月からは多客期の続行便などで使用していた日野セレガ・HDに一本化された。
- 2019年（平成31年／令和元年）
  - 2月1日 - 往復割引運賃を廃止し、片道運賃のみとした[5]。
  - 6月21日 - 同日出発便より運賃を値上げ[6][7]。
- 2020年（令和2年）.
  - 4月11日 - 新型コロナウイルス感染症（COVID-19）流行の影響により、この日の出発便より同年6月20日出発便まで運休[8][9]。
  - 6月20日 - この日の出発便より運行再開[10][11]。
- 2021年（令和3年）
  - 1月18日 - この日の出発便より同年3月10日まで運休[12][13]。
  - 3月11日 - この日の出発便より運行を再開[13]。
- 2022年（令和4年）7月1日 - 燃油価格高騰などのためこの日の出発便より運賃改定[14]。
- 2024年（令和6年）
  - 4月1日 - 名神大山崎・名神高槻・名神茨木での乗降扱いを廃止[15]。
  - 6月30日（予定） - この日限りで関東自動車担当便でのエアロキング使用を終了[16]。

## 停留所と経路
2020年6月現在の経路を記載する。太字は停留所。細かい府県道や市道は除く。京都・大阪方面は菖蒲PAなど、宇都宮方面は大津SAなどでそれぞれ消灯前に1回の開放休憩がある。
宇都宮線
柳田車庫 - 鬼怒通り - 県道1号線 - JR宇都宮駅西口 - 大通り - 国道119号 - 鹿沼インター通り - 鹿沼IC入口 - 東北自動車道 - 栃木IC - 県道32号 - 栃木駅（北口） - 県道32号 - 栃木IC - 東北自動車道 - 久喜IC - 久喜駅西口 - 久喜IC - 東北自動車道 - 久喜白岡JCT - 首都圏中央連絡自動車道 - 海老名JCT - 東名高速道路 - 御殿場JCT - 新東名高速道路 - 伊勢湾岸自動車道 - 新名神高速道路 - 草津JCT - 名神高速道路 - 京都東IC - 国道1号 - 京都駅八条口 - 国道1号 - 京都南IC - 名神高速道路 - 豊中IC - 阪神高速11号池田線 - 梅田出入口 - 梅田（東梅田駅） - 大阪シティエアターミナル（OCAT、大阪難波駅西口） - ユニバーサル・スタジオ・ジャパン
参考：小山・真岡線（2002年12月 - 2006年3月）
真岡車庫 - 真岡駅西口 - 国道294号 - 下館駅北口 - 国道50号 - 小山車庫 - 小山駅西口 - 県道31号 - 栃木駅（北口） - 県道32号 - 栃木IC - （以後宇都宮線と共通）
経路上通過する茨城県下館市（現在の筑西市）にも停車し茨城県西部からの集客を図った。実際には大阪方面から真岡まで通しで利用する乗客が少なかったため、大阪発は小山または栃木で運行を打ち切ることが多かった。なお、真岡系統も栃木側では柳田車庫へ入庫していた。

## 車内設備
- 独立3列シート
- 座席仕切りカーテン
- トイレ
- 毛布[注 3]
- スリッパ
- コンセント
- 無料Wi-fi

※多客時に運行される後続便では仕様・サービスが異なる場合がある。

## 車両
2018年4月現在、関東自動車では三菱ふそう・エアロキング、近鉄バスではセレガ・HDを使用している。多客期に使用される2号車以降は時期により車両は変わる。
宇都宮線開設当初は独立3列シート、28人乗りのスーパーハイデッカー車両（日野・セレガ、日野・ブルーリボン）を使用し、関東自動車は新車に加えて近鉄から中古車を購入して続行便や予備車としていた。
その後の旺盛な需要に応え、1998年に近鉄バスが36人乗り2階建て車両（三菱ふそう・エアロキング）を投入すると1999年に関東自動車も追随して同定員の同型車両を導入している。2002年に真岡線が開業した際は関東自動車が新たに28人乗り車両（三菱ふそう・エアロクイーンI）を投入したが、真岡線が休止されると宇都宮線の予備車となり、開業当時に購入した車両を置き換えた。近鉄バスは真岡線開設後、宇都宮線については真岡線への利用者転移で28人乗り車両に置き換えたが、真岡線休止により再び36人乗り2階建て車両が運行されるようになった。なお、2010年に関東自動車は36人乗り2階建て車両を1台増車した。2016年に関東自動車は近鉄バスよりエアロキングを譲受し1999年導入車を置き換えた。2021年12月他社より譲り受けたいすゞ・ガーラを整備し運行開始、2022年2月24日付で近鉄バスから譲受されたエアロキングを廃車した。
2018年2月から近鉄バス運行の車両がエアロキングから日野セレガHDへと置き換えられた。2024年7月からは関東自動車運行の車両もエアロキングから変更される予定。